# Buffalo buffalo Buffalo buffalo buffalo buffalo Buffalo buffalo

PN — substantiv propriu
N — substantiv comun
V — verb
NP — locuțiune substantivală
RC — propoziție atributivă
S — frază

„Buffalo buffalo Buffalo buffalo buffalo buffalo Buffalo buffalo” este o frază în limba engleză corectă din punct de vedere gramatical, utilizată pentru a demonstra cum omonimele și cuvintele omofone pot fi aplicate în construcții lingvistice complicate. Traducerea aproximativă în română este: „Bizonii din Buffalo, pe care (alți) bizoni din Buffalo îi sperie, sperie bizonii din Buffalo”.
Pentru prima oară, fraza a fost atestată în literatura de specialitate în 1972, de către William J. Rapaport, profesor la Universitatea din Buffalo.
Semnele de punctuație lipsesc din frază. Lexemul buffalo este folosit în trei înțelesuri:
- substantiv propriu: Buffalo este numele dat mai multor orașe din SUA, cel mai notabil fiind Buffalo din statul New York; în frază se indică originea bizonilor: „din Buffalo”
- substantiv comun: bizoni într-un număr mare
- verb: to buffalo se traduce ca „a speria”

Fraza se descifrează astfel: "Buffalop buffaloc Buffalop buffaloc buffalov buffalov Buffalop buffaloc", în această notație „p” = substantiv propriu, „c” = substantiv comun „v” = verb.